# 코리아노

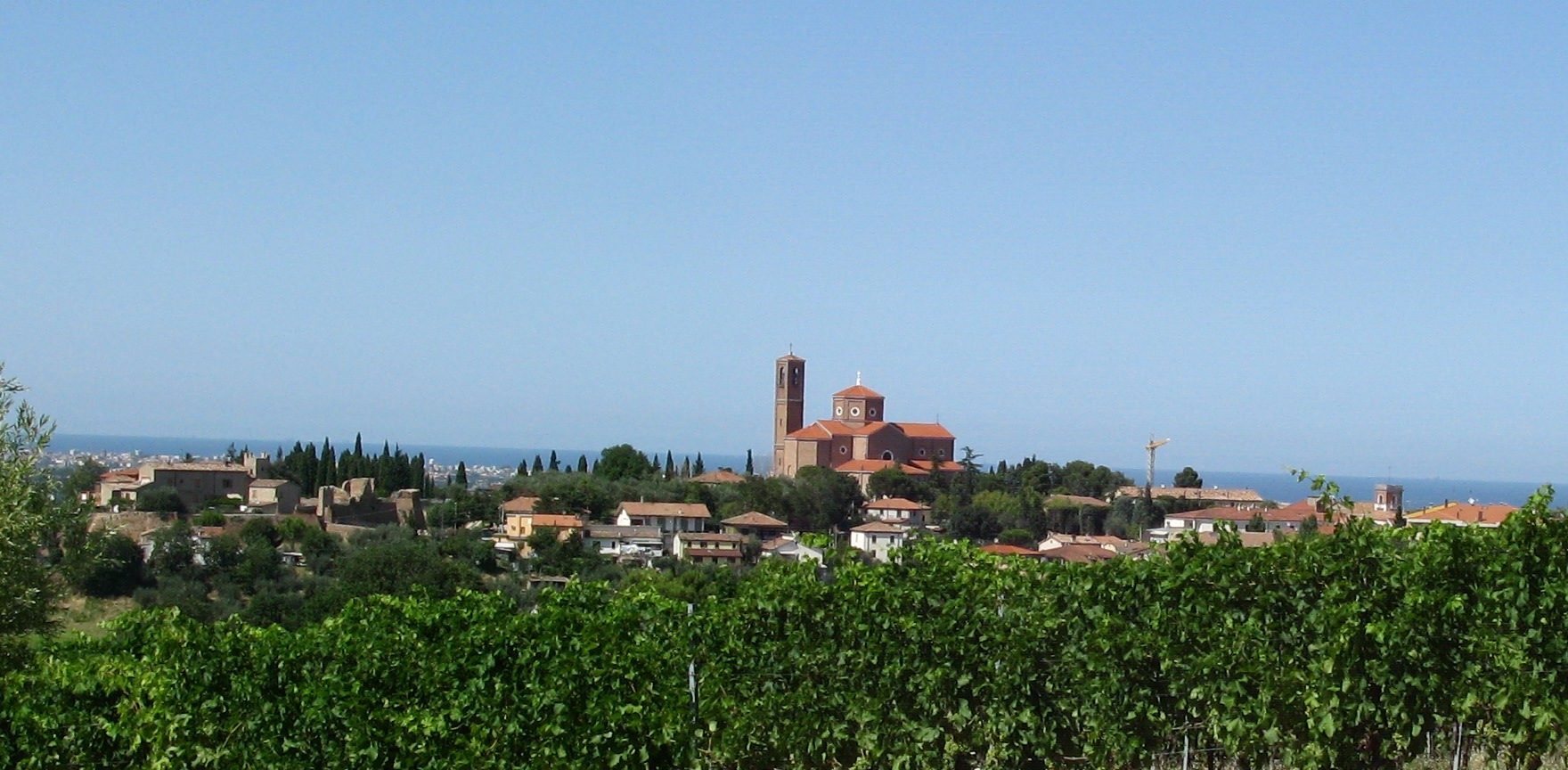
코리아노

코리아노(이탈리아어: Coriano)는 이탈리아 에밀리아로마냐주 리미니도에 위치한 코무네로 면적은 46km2, 높이는 102m, 인구는 10,014명(2010년 3월 19일 기준), 인구 밀도는 220명/km2이다.